# Сагурамо
Сагурамо (груз. საგურამო) — село в Мцхетском муниципалитете края Мцхета-Мтианети Грузии, на Военно-Грузинской дороге.

## История
Известно своим имением, принадлежавшем выдающемуся грузинскому писателю и общественному деятелю Илье Чавчавадзе. Здесь недалеко он был убит (1907). После смерти Чавчавадзе его вдова Ольга Гурамишвили передала имение обществу распространения грамотности. В 1908 году с её участием здесь была открыта школа.

## Достопримечательности

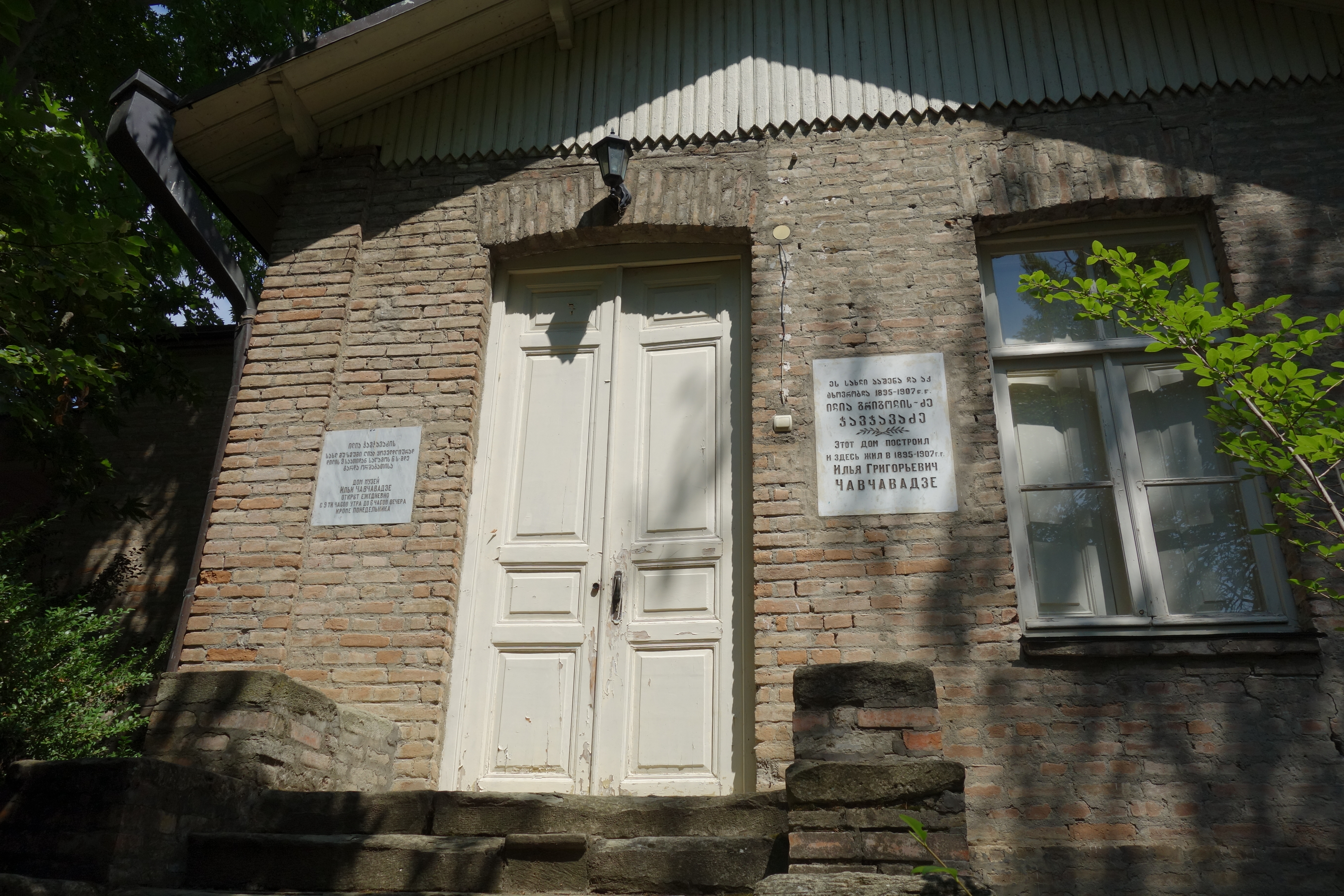
Дом Чавчавадзе

Мемориальный музей Ильи Чавчавадзе.

## Известные жители
Уроженцем села является Давид Гурамишвили (1705—1792) — крупнейший грузинский поэт.

## В литературе
Я твой родничок, Сагурамо,
Наверно, вовек не забуду.
Здесь каменных гор панорама
Вставала, подобная чуду.
Здесь гор изумрудная груда
В одежде из груш и кизила,
Как некое древнее чудо,
Навек мое сердце пленила.
<…>
Николай Заболоцкий. Сагурамо (1947)